# Cobbelsdorf
Cobbelsdorf ist seit dem 1. Januar 2009 ein Ortsteil der Stadt Coswig (Anhalt) im Landkreis Wittenberg in Sachsen-Anhalt (Deutschland).

## Geografie
Das von Wäldern umgebene Cobbelsdorf im Hohen Fläming liegt zwischen Coswig (Anhalt) und der brandenburgischen Kleinstadt Niemegk. Das hügelige Gelände erreicht nahe Cobbelsdorf 170 m ü. NN und gehört zum 2005 erklärten Naturpark Fläming. Im Norden grenzt die Gemarkung Cobbelsdorfs an das Land Brandenburg. Die Lutherstadt Wittenberg ist ca. 15 km entfernt.

## Geschichte
Als Cobstorp taucht der Ort erstmals 1356 in einer Urkunde auf. Über Cobsdorf und Kobbelsdorf entwickelte sich langsam die heutige Schreibweise des Ortsnamens. Über 100 Jahre lang war Cobbelsdorf eine Wüstung, erst ab Mitte des 16. Jahrhunderts gibt es wieder Aufzeichnungen. Diese beschreiben die Entwicklung von einem Vorwerk zu einer Domäne im Herzogtum Anhalt-Bernburg, das 1863 in Anhalt aufging.

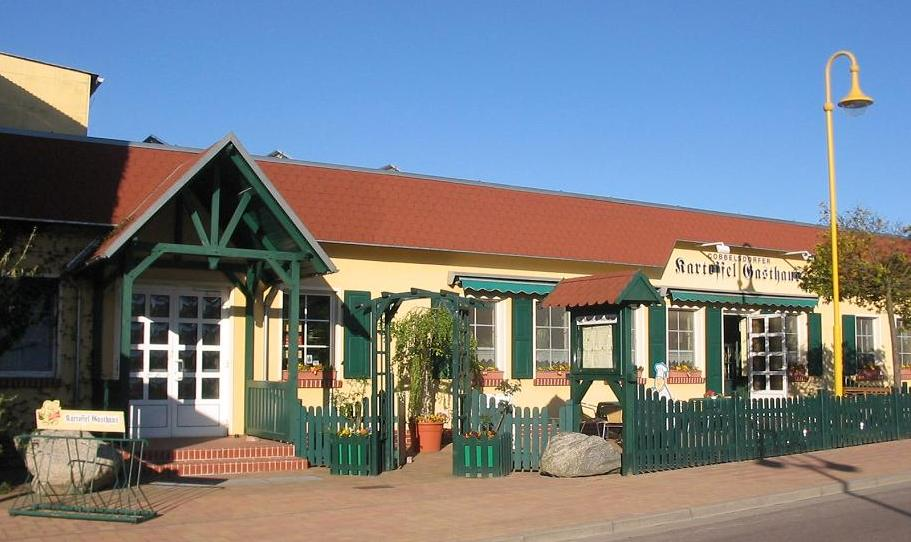
„Cobbelsdorfer Kartoffel Gasthaus“

Zum Ende des Zweiten Weltkrieges gab es in Cobbelsdorf unnötige Opfer und Zerstörungen durch Gefechte, als eine Abteilung der Waffen-SS die Kapitulation vor der heranrückenden Roten Armee zu verhindern suchte.
Der Prozess der Bildung Landwirtschaftlicher Produktionsgenossenschaften in Cobbelsdorf war 1959 beendet. Das ehemalige LPG-Kulturhaus wurde inzwischen rekonstruiert und beherbergt heute ein Kartoffel-Gasthaus.

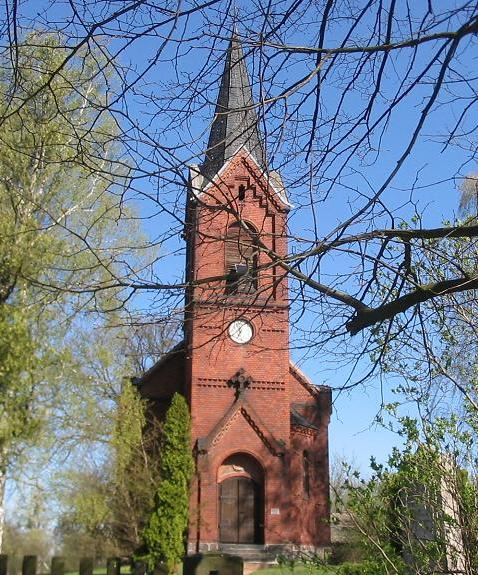
„St. Jakobus“ in Pülzig von 1895/96

In den letzten Jahren wurde unter anderem das Freibad saniert und die Ortsdurchfahrt (L 122) komplett neu gebaut.
Am 1. Juli 2007 wurde die ehemals selbständige Gemeinde Cobbelsdorf mit ihrem Ortsteil Pülzig aufgrund einer Kreisgebietsreform vom ehemaligen Landkreis Anhalt-Zerbst in den Landkreis Wittenberg eingegliedert.

### Ehemaliger Ortsteil Pülzig
Den schriftlichen Nachweis der Existenz von Pülzig erbringt eine Urkunde aus dem Jahr 1224. Der Ort liegt am Oberlauf des Grieboer Baches, der wenige Kilometer südlich in der namengebenden Ortes Griebo in die Elbe fließt.
In Pülzig steht die Neugotische Backsteinkirche „St. Jakobus“, die 1895/96 in Nord-Süd-Ausrichtung auf den Fundamenten der Vorgängerkirche errichtet wurde. Die mittelalterliche Feldsteinkirche war vom Blitz bis auf die Umfassungsmauern zerstört worden. Die Kirche ist das erste Gotteshaus der Evangelischen Landeskirche Anhalts, das mit einer Solaranlage zur Energieversorgung ausgestattet ist. Das Solarmodul befindet sich am Kirchturmfenster über der Uhr und wurde im Dezember 2005 eingerichtet. Die bronzene Kirchenglocke mit einem Durchmesser von 90 cm stammt aus dem Jahr 1624 und wurde von H. Michaelis aus Magdeburg gegossen. Die einmanualige Orgel (ca. 1890) stammt von dem Zörbiger Orgelbaumeister Wilhelm Rühlmann. Die schlichte Ausstattung der Kirche stammt nahezu unverändert aus der Zeit ihrer Erbauung.

## Kultur und Sehenswürdigkeiten
- Gedenkstätte von dem Bildhauer Paul Schwerdtener aus dem Jahre 1985 zur Erinnerung an die in den letzten Tagen des Zweiten Weltkrieges bei Kämpfen mit der Waffen-SS ums Leben gekommenen 1.500 Rotarmisten, nachdem zwei sowjetische Offiziere als Parlamentäre von der SS ermordet worden waren
- Gedenkstein aus dem Jahre 1988 an der Grundschule (zur DDR-Zeit POS "Ernst Schneller") zur Erinnerung an den kommunistischen Lehrer, Reichstagsabgeordneten und Widerstandskämpfer Ernst Schneller, der von der Gestapo 1944 ermordet wurde.

## Wirtschaft und Infrastruktur

### Ansässige Unternehmen
Die Landwirtschaft ist größter Arbeitgeber im Ort. So ist hier in diesem traditionellen Kartoffel-Anbaugebiet eine Kartoffelhandels-GmbH tätig (gegründet 1992).

### Verkehrsanbindung
In der Gemarkung des Nachbarortes Köselitz befindet sich der gleichnamige Autobahnanschluss an die A 9 (Berlin–München) und der Anschluss an die Bundesstraße 107 (Coswig (Anhalt)–Wiesenburg/Mark). Der nächste Bahnhof befindet sich in der zehn Kilometer entfernten Stadt Coswig (Anhalt) (Bahnlinie Dessau-Roßlau–Wittenberg).